# サンティラーリオ・デンツァ
サンティラーリオ・デンツァ（伊: Sant'Ilario d'Enza）は、イタリア共和国エミリア＝ロマーニャ州レッジョ・エミリア県にある、人口約11,000人の基礎自治体（コムーネ）。

## 地理

### 位置・広がり

#### 隣接コムーネ
隣接するコムーネは以下の通り。括弧内のPRはパルマ県所属を示す。
- カンページネ
- ガッターティコ
- モンテッキオ・エミーリア
- モンテキアルーゴロ (PR)
- パルマ (PR)
- レッジョ・エミリア

### 気候分類・地震分類
サンティラーリオ・デンツァにおけるイタリアの気候分類 (it) および度日は、zona E, 2531 GGである。
また、イタリアの地震リスク階級 (it) では、zona 3 (sismicità bassa) に分類される。

## 行政

### 分離集落
サンティラーリオ・デンツァには、以下の分離集落（フラツィオーネ）がある。
- Bettolino, Ca Bianca, Calerno, Cantone, Case Paterlini, Case Zinani, Castellana, Chiavicone, Falconara, Gallo, Gazzaro, Ghiaia, Partitore, Rampa d'Enza (Rampata), San Rocco

## 姉妹都市
- メリッサ、イタリア
- ツィーレンベルク、ドイツ